# 無人機

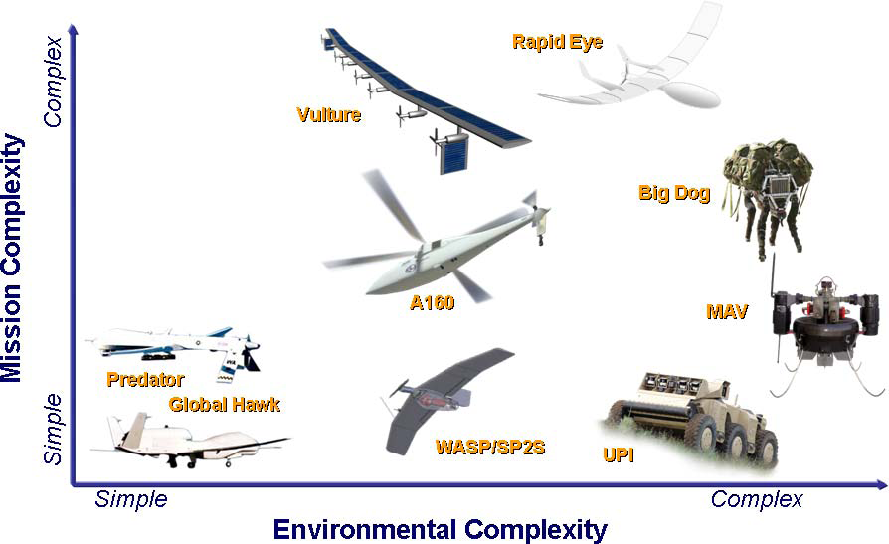
様々な無人機

無人機（むじんき, 英: unmanned vehicle, uncrewed vehicle）とは、人が搭乗しない乗り物または輸送機械。

## 分類
無人機には様々な種類がある。
- 遠隔操作車両
- 無人地上車両（英: unmanned ground vehicle, UGV）

- 無人航空機（英: unmanned aerial vehicle, UAV）
  - UCAV
- 無人水上艇（英: unmanned surface vehicle, USV）
- 無人潜水艇（英: unmanned underwater vehicle, UUV）
  - 自律型無人潜水機(英: autonomous underwater vehicle,AUV)
  - 遠隔操作型無人潜水機(英: remotely operated vehicle, ROV)
- 無人宇宙機（英: unmanned spacecraft、宇宙探査機（space probe）など）

操縦も機械が自律的に行う場合と、人間が遠隔操作で行う場合とがある。特に、前者はロボットの一種と見ることもある。

## 無人航空機

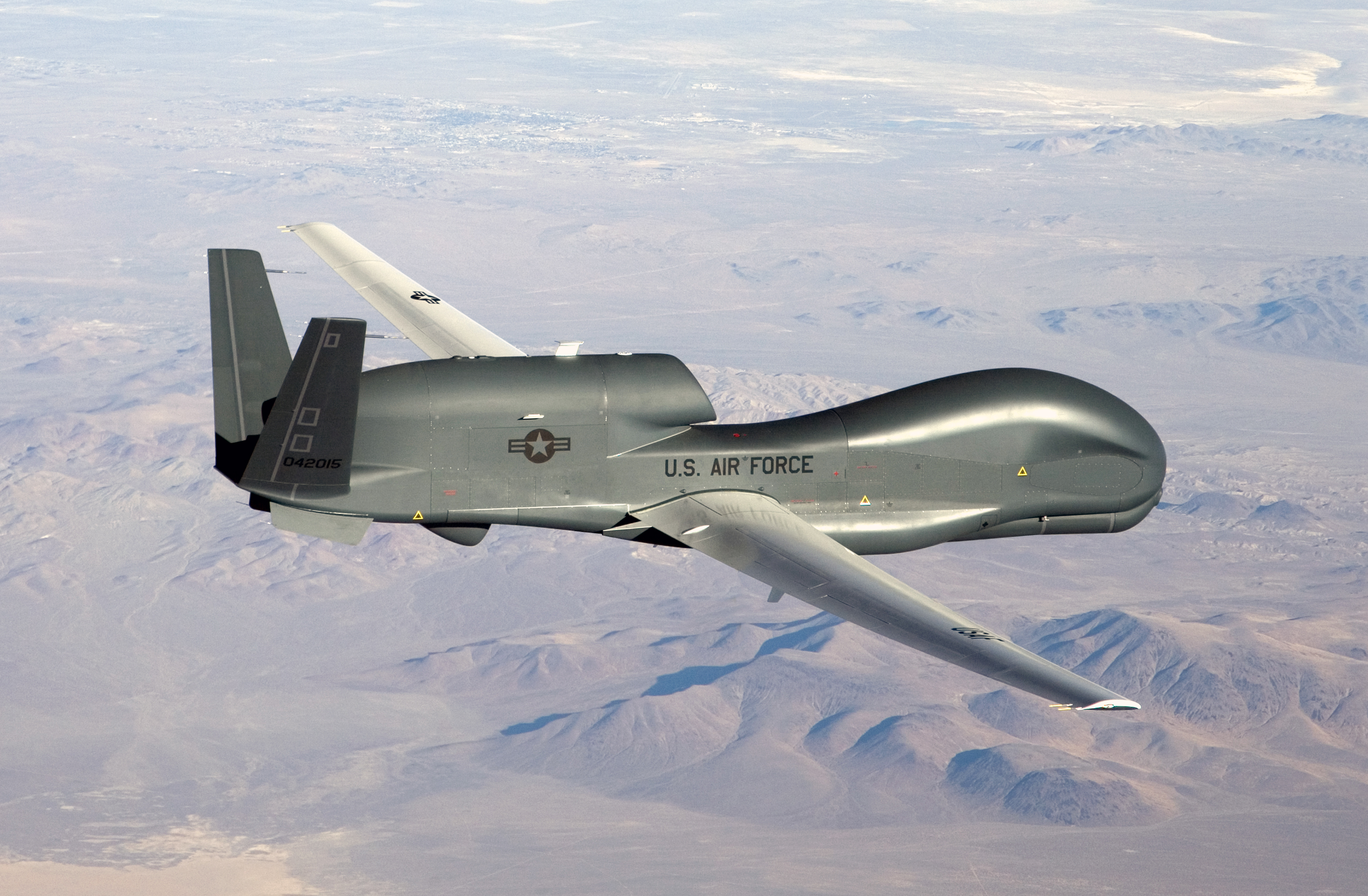
無人偵察機RQ-4 グローバルホーク

人の乗っていない、あるいは乗ることができない航空機を無人航空機という。広義にはラジコン飛行機、ラジコンヘリコプター等も含まれるが、航空分野で特に「無人機」と呼ぶものは、有人機と同程度ないし準ずる程度の規模の機体のものを指すことも多い。いくつかの種類は「ドローン」とも呼ばれる。
使用目的はいろいろあるが、最も利用されているのは軍事用で、アメリカ軍などで偵察によく使われる。パイロットが搭乗しないことで、敵に撃墜されたときのリスクを下げている。米軍の無人機によるパキスタン爆撃は、米国ネヴァダ州のクリーチ基地でCIAが制御している。
人間が搭乗しないため、生命維持に必要な装備が不要であり、製造、運用コストは有人航空機に比較してはるかに低額である。しかし、なかには有人戦闘機以上に高価な（「人間の代わりのハイテク機器が高価」ということであり、人命と定量的にコストを比較した話ではないが）機体もある。
操縦は無線により遠隔操縦か、あらかじめプログラムされた経路を飛行する自動操縦。軍用に用いられる無人機の操縦はプログラムによる自動操縦のほかに、地上に設置される有人機のコクピットのような操縦設備がある。数面のモニターと計器類、操縦桿やペダル、火器管制装置などあたかも有人機であるかのような操縦設備により操縦されることもある。
無人航空機の航空機製造法での規定により、積載可能重量は離陸総重量（100kg未満）から機体重量を引いたものとなっている。

## 無人宇宙機
地球において2017年現在の所、宇宙機（spacecraft）はそのほとんどが無人で、有人機（宇宙船という語が使われることもある）は実機としては全体から見るとごくわずかであり、人々の話題に上る宇宙船にはフィクション上のものも多い。
とくに宇宙探査機（space probe）の場合、人を送り込む現実性が無い目的地であったり、帰還しない片道ミッションであったりといったものが殆どで、惑星探査機の全て、アポロ計画を除く全月探査が無人によるものである。しかし遠未来の宇宙探査機としては、まとまった人数が相当の長時間を掛けて恒星間空間をわたるような、ダイダロス計画といった構想もないではない。
詳細は各リンク先の項目を参照のこと。

## 無人潜水艇
無人潜水艦の開発は、民間面と軍事面で、その開発の性質が大きく異なる。遠隔操作を伴う場合は電波が届かず、超音波では伝送容量の制約を受ける為、有線式が多い。徐々に自律型が増えつつある。遠隔操作する形式はROV (remotely operated underwater vehicles) と呼ばれる。

### 民間の無人潜水艇

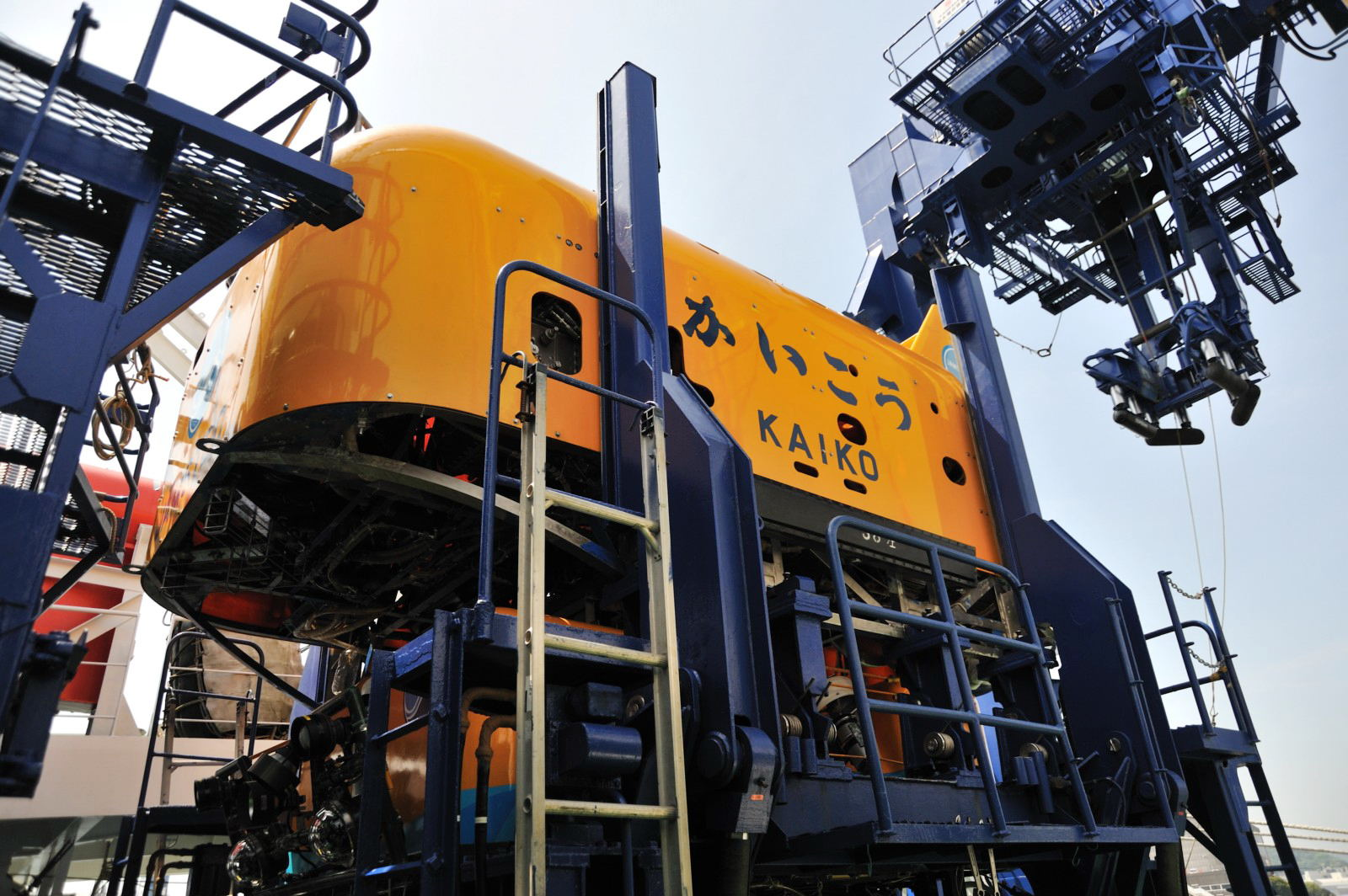
無人探査機かいこう

民間の無人潜水艦は、主に沈没船や海底資源、深海の海洋生物などの探査に使われる。操作は自動で行うことはほとんどなく、もっぱら人が遠隔操作する。
深海においては、水温が数℃と極低温であり途轍もない水圧もかかるために人間が行くのはかなりのリスクを生じることもあり、しばしば「宇宙よりも悪条件」とすら表現される（実際、例えば単純に圧力差という点を考えても、宇宙ではたかだか1気圧の内圧を保持すれば良いのに対し、深海ではその何倍もの外圧に耐えなければならない）。何日間も加圧/減圧室で身体を慣らしてから行き返りする必要があり、潜水服も高価で技術も要する。また減圧症（高圧によって体内に入り込んだ窒素が、十分な時間をかけずに減圧することで気泡となって現れ、重症な場合は生命の危険を伴う場合がある）や窒素酔い（体内に溶けた窒素が、深度下でよっぱらい＜多幸感等＞に似た症状を引き起こし、二次的に判断力低下から呼吸維持装置を取り去る危険もある）といった潜水関連傷害の危険性もある。
そのために無人潜水艦にカメラを取り付けて沈没船や海底を調査させたり、海底生物や堆積土のサンプルを持ち帰ったりするのに使われる。あるいは有人の海底探査を行う際の事前調査にも使われる。
現在、多くの国の研究機関がこういった無人潜水艇を所有している。海底ケーブルの点検にも用いられるよう、開発が進みつつある。
また、海洋の無人巡回探査などを目的として海洋研究開発機構が完全自立巡航を行う無人潜水艦うらしまの研究開発を行っている。長時間の活動を支える為に閉サイクルディーゼルエンジンや燃料電池が用いられる。

### 軍用の無人潜水艦
軍用の無人潜水艦は、主に敵対水域における工作活動に使われる。
有人の潜水艦では、特に原子力潜水艦においては技術的には半永久的に潜行することも可能であるが、実際には乗員の食料や精神面の負担から、三ヶ月程度が限度である。また艦が大型化することで敵に探知されやすくなるし、取り回しも難しい。
例えば無人の小型潜水艦を作り、あらかじめ敵海域の船舶が航行しそうな場所に何ヶ月も潜ませておく。そして上を航行する船舶があった場合、そのスクリュー音などを探知して魚雷を発射するなど、数ヶ月や数年単位といった長期間にわたる作戦行動に使われることが検討されている。
しかしこれはハードウェア（艦そのものの設計）やソフトウェア（自立行動させるためのプログラムや、民間船舶と軍用船舶を見分けさせる方法など）などの開発の難しさがあり、まだ研究段階に留まっている。しかし航空機では無人化が限定的ではあるが実用化されていることなどから見ると、将来的に実用化される可能性は十分にある。

### 軍用の水中無人機

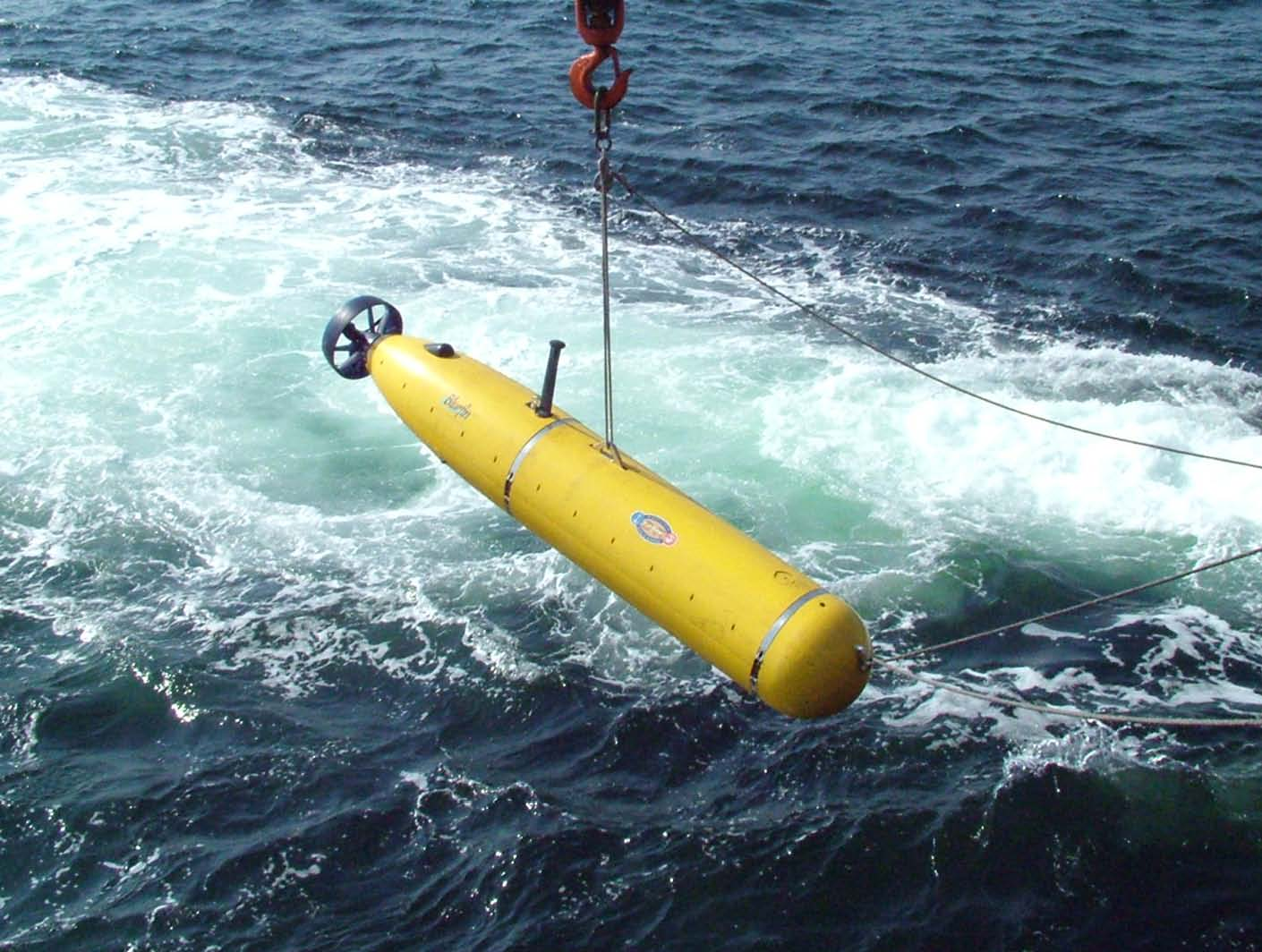
自律型無人潜水機 (AUV)

軍用の「水中無人機」または「無人水中機」は普通「UUV」(Unmanned Undersea Vehicle) か「AUV」(Autonomous Underwater Vehicle) という略称で呼ばれる特定の機能を持った水中ロボットである。あらかじめ定められたコースや範囲を人の手から離れて独自にバッテリーか燃料電池のエネルギーによって水中を動き回り、必要な作業をおこなう機械である。外見は多くが魚雷型をしている。UUVの開発は早く1970年代には既に始まっていた。水中グライダーもこれに含まれる。
戦争時や戦争終了後に海面上を行く民間船や軍用艦船、水中の潜水艦の航行にとって機雷は大きな脅威となる。従来、機雷の除去は海軍等の掃海部隊が人手をかけて行なってきた。近年のコンピュータの小型化技術や電子部品の小型化・高性能化が進んだため、無人兵器であるUUVによって機雷除去作業の自動化が検討された。たとえば軍事行動として戦闘艦艇が海を進む時に、あらかじめ1つか複数のUUVが自動で掃海作業を行うということが考えられる。すでに掃海部隊でのUUVの運用は始まり、海上自衛隊においてはOZZ-5（自律型水中航走式機雷探知機）として装備化されている。水中の潜水艦から発進したのち回収される実験も行なわれ成功している。

## 無人重機
建設機械や農業機械にも遠隔操作や自律式で走行する無人機がある。自律式にはGPSを用いて自動走行するタイプもある。建設、農業の分野で用いられている他、自然災害や原発災害などにも投入されており、スウェーデンの「ブロック」や、テムザックのT-52 援竜（えんりゅう）のようなレスキューロボットもある。2011年3月の東京電力福島第一原子力発電所事故では、コマツや日立建機などの多くの無人重機が投入された。